# 클리퍼드 브라운
클리퍼드 벤자민 브라운(Clifford Benjamin Brown, 1930년 10월 30일 ~ 1956년 6월 26일)은 미국의 재즈 트럼펫 연주자였다. 그는 4년 치의 녹음을 남기고 자동차 사고로 25세의 나이로 사망했다.
브라운은 델라웨어주 윌밍턴의 진보적인 이스트 사이드 이웃에서 음악 가문에서 태어났다. 수학 전공으로 델라웨어 주립대학에 잠시 입학한 뒤, 메릴랜드 주립대학으로 전환했다. 브라운은 재즈 중심의 메릴랜드 주립 밴드에서 연주했다. 1950년 6월, 그는 성공적인 공연을 한 후 교통사고로 중상을 입었다. 1년 동안 입원해 있는 동안 디지 길레스피는 음악 경력을 추구하도록 그를 몰아붙였다. 브라운의 부상은 몇 달 동안 그를 피아노로 제한했다. 그는 완전히 회복되지 않았고 평생 동안 습관적으로 그의 어깨를 탈구시키곤 했다. 브라운은 전문적으로 음악을 연주하기 시작했는데, 그 곳에서 그는 빠르게 재즈에서 가장 높이 평가받는 트럼펫 연주자 중 한 명이 되었다.
브라운은 15세 때 처음 만난 팻스 나바로의 영향을 받고 고무되어 나바로의 기교적 기술과 탁월함을 함께 나누었다. 그의 소리는 따뜻하고 둥글었으며, 특히 악기의 전체 범위에 걸쳐 한결같았다.
그의 첫 번째 녹음은 R&B 밴드 리더 크리스 파웰과 함께 했다. 클리퍼드 브라운 & 맥스 로치 퀸텟은 베이시스트 조지 모로를 제외한 모든 멤버가 오리지널 곡에 기여하는 등 하드밥 스타일의 고수익 마크였다. 브라운의 트럼펫은 원래 해롤드랜드의 테너 색소폰과 제휴했다. 1955년 아내와 더 많은 시간을 보내기 위해 랜드가 떠난 후, 소니 롤린스는 합류했고 남은 기간 동안 그 그룹의 일원으로 남았다.
깨끗한 생활을 한 브라운은 헤로인과 알코올의 영향에서 벗어나 재즈계에까지 이르렀다. 브라운은 마약을 멀리했고 술을 좋아하지 않았다.
1956년 6월, 브라운과 리치 파월은 다음 출연을 위해 시카고로 드라이브를 시작했다. 파월의 아내 낸시는 클리퍼드와 리치가 잘 수 있도록 운전대를 잡고 있었다. 베드포드 서쪽 펜실베이니아 턴파이크에서 밤에 비를 맞으며 운전하던 중 도로 밖으로 나간 차에 대한 통제력을 잃어 추락 사고로 3명 모두 사망한 것으로 추정된다. 브라운은 델라웨어주 윌밍턴에 있는 시온산 묘지에 안장되어 있다.